# 1924년 튀링겐 주의회 선거
1924년 튀링겐 주의회 선거는 전체 72석의 튀링겐 주의회 의원들을 선출하기 위해 1924년 2월 10일에 실시되었다. 총 882,954명의 유권자가 선거에 참여해 투표율 89.4%를 기록하였다. 선거 결과, 튀링겐당, 인민당, 민주당을 중심으로 결성된 튀링겐 우파정당연합이 제1당을 차지해 기존에 사민당이 차지하고 있는 주정부를 얻게 되었다.